# Francisco Javier de Quinto y Cortés
Francisco Javier de Quinto y Cortés, I conde de Quinto, (Caspe, 1810-Madrid, 1860) fue un político español. 

## Biografía
Persona de carácter abierto y amigable, dio soporte a sus contemporáneos, que recibieron su amistad desinteresada. Se casó con Elisa Rodas Rolando con quien tuvo varios hijos. Desde su prestigiosa posición de jefe de la Casa de la Reina Doña María Cristina de Borbón dispuso de una envidiable situación social de gran influencia y amistades en la Corte y en el congreso. 
Fue amigo entre otros de su paisano Miguel Agustín Príncipe y desde la adolescencia del escultor zaragozano de origen humilde Ponciano Ponzano el cual en su autobiografía agradece su carrera a Francisco Javier por la ayuda y el amparo recibido. 
Colaborador de la Universidad de Zaragoza, abogado y doctor en derecho, fefe de sección de la Secretaría de Gobernación, corregidor de Madrid, director general de Correos, diputado a Cortes, senador del Reino (1859), decano de la Comisión Central de Monumentos, jefe de la Casa de la Reina Doña María Cristina de Borbón, ministro honorario del Supremo Consejo de Guerra y Marina, Gran Cruz de Isabel la Católica (1844), Académico de número de la Real Academia Española, y de la Real Academia de Bellas Artes de San Fernando.
En su obra Discursos políticos sobre la legislación y la historia del antiguo Reino de Aragón afirmó que la famosa frase con la que supuestamente los nobles de Aragón coronaban al Rey en la Edad Media (Nos, que valemos tanto como vos, y todos juntos mas que vos, os facemos nuestro rey y señor, con tal que guardeis nuestros fueros y libertades; y si non, non) no era histórica, sino una invención del calvinista francés François Hotman, enemistado con su rey.